# 친족 선택
친족 선택(영어: kin selection)은 자연 선택에 의한 생물의 진화를 볼 때 개체가 스스로 남긴 자손의 수뿐만 아니라 유전자를 공유하는 혈연자의 번식 성공에 미치는 영향도 고려해야 한다는 진화 생물학의 이론이다. 이에 따라 혈연 개체에 대한 이타 행동의 진화를 설명할 수 있다. 혈연 선택설이라고도 한다.

## 해밀턴의 법칙
공식적으로, 유전자들은
{\displaystyle rB>C}
일 때 드물게 증가하여만 한다.
비용(cost, C), 유전적 연관도(the coefficient of relatedness,r)와 이득(benefit, B)의 세가지 변수로 이뤄진다. 이 법칙은 유전적 연관도를 고려해서 동물들의 이타적인 행동이 이뤄질 조건을 알려주며, 해밀턴이 포괄적합도(inclusive fitness)란 이론을 발전시키는 토대가 되었다.

## 식과 해설
해밀턴의 법칙은 rB>C란 조건을 만족 시 동물이 이타적 행동을 한다고 정의한다. 이 식에서 유전적 연관도란 이타적 행동을 받을 개체와 이타적 행동을 해줄 개체가 동일한 유전자를 지니는 정도이고, 이득은 이타적 행동을 통해 얻을 수 있는 이득,다른 말로 그 개체가 낳을 수 있는 자손의 수를 의미한다. 비용은 이타적 행동이 진화하는 데에 드는 비용, 다른말로 자신이 대신 살아 있을 때 낳을 수 있는 자손의 수이다. 이런 행동을 하는 이유는 자기 종의 유전자를 더 잘 보존하기 위해서이다. 즉 자신의 희생으로 자기 종의 유전자를 더 구할 수 있다면 그렇게 한다는 것이다. 예를 들어서 자신의 형제 3마리가 물에 빠졌고, 그 개체군은 보통 4마리의 자식을 낳을 수 있다면 3*0.5*4>4 이므로 그 개체는 자신의 형제 3마리를 구하기 위해서 물에 빠져들게 된다.

## 유전적 연관도
위 법칙에서 유전적 연관도는 자신과 구할 개체가 공유하는 유전자의 비율을 의미한다. 따라서 부모, 자식은 50%, 형제는 평균적으로 50%의 유전자를 공유한다. 부모의 형제의 경우는 25%를 공유하고, 사촌의 경우 부모와 50%를 공유하는 사람의 자식이므로, 12.5%를 공유한다. 배다른 형제는 25%를 공유한다고 한다.

## 자연에서의 예
해밀턴은 자신의 법칙을 보이기 위해서 개미나 벌 등 이른바 벌목(Order Hymenoptera)에 속하는 곤충을 택했다.이들의 사회에서 수컷은 반수체이며 암컷은 이배체이다. 예를 들면 일개미들은 스스로 번식을 포기하고 여왕개미가 모든 번식을 하도록 돕기만한다. 해밀턴은 이에 대해서 두 일개미 자매는 어머니인 여왕개미로부터 50%의 유전자를 물려받았지만, 어버이인 수개미로부터는 100%의 유전자를 물려 받게 된다. 따라서 두 자매는 75%의 유전자를 공유한다. 만약 이 개미들이 스스로 생식을 하면 자신의 50%인 37.5%의 유전자를 종의 개체군에 남길 수 있다. 따라서 해밀턴의 법칙이 의해 자신의 유전자 75%를 유지하는 조건을 택한다고 설명했다.

## 같이 보기
- 상호이타주의